# Bodtjärnen, Gästrikland
Bodtjärnen är en sjö i Ockelbo kommun i Gästrikland och ingår i Testeboåns huvudavrinningsområde.